# Horizons
Horizons – drugi studyjny album australijskiej grupy Parkway Drive wykonującej metalcore.
Nazwa utworu "Feed Them To The Pigs" pochodzi z cytatu filmu Przekręt. Album promowały dwa single, do których nakręcono teledyski "Boneyards" (2007) i "Horizons" (2007).

## Lista utworów
1. "Begin" – 0:49
2. "The Sirens' Song" – 3:09
3. "Feed Them to the Pigs" – 2:33
4. "Carrion" – 3:10
5. "Five Months" – 4:04
6. "Boneyards" – 3:14
7. "Idols and Anchors" – 3:50
8. "Moments in Oblivion" – 1:44
9. "Breaking Point" – 3:37
10. "Dead Man's Chest" – 3:22
11. "Frostbite" – 3:32
12. "Horizons" – 5:35

## Twórcy
Skład grupy
- Winston McCall – śpiew
- Jeff Ling – gitara
- Luke Kilpatrick – gitara
- Ben Gordon – perkusja
- Jia O'Connor – gitara basowa

Inni
- Slo-Han Tu-Dix – solo gitarowe w utworze "Breaking Point"
- Pete Abordi – śpiew gościnnie w utworze "Dead Man's Chest"
- Adam Dutkiewicz – producent muzyczny, miksowanie
- Tom Baker – mastering
- Jim 'Labs' Fogarty – asystent inżyniera dźwięku